# 2008 год в архитектуре

## Здания
- март — открыт Национальный стадион («птичье гнездо») в Пекине
- 12 апреля — открыта Новая Национальная опера в Осло
- 16 октября — завершено строительство мечети Сердце Чечни в Грозном, крупнейшей мечети России и Европы
- Открыт Пекинский национальный плавательный комплекс
- Открыта Штаб-квартира CCTV
- Открыт Шанхайский всемирный финансовый центр

## События
- 16 сентября — в здании Бахметьевского гаража открылся Центр современной культуры «Гараж»
- Притцкеровскую премию за 2008 год получил Жан Нувель (Франция).

## Скончались
- 29 ноября — Йорн Утзон, датский архитектор, автор сиднейского оперного театра